# Silnice II/604
Silnice II/604 je 44 km dlouhá silnice II. třídy ve Středočeském a Jihočeském kraji, která je doprovodnou komunikací k dálnici D4 v úseku od exitu 41 po její konec. Prakticky v celé délce jde o degradovanou bývalou silnici I/4, místy vede nově po přeložkách.
Jako první byl pod číslo II/604 přeřazen úsek mezi Předoticemi a silnicí I/20, po vybudování úseku tehdejší silnice R4 v úseku Mirotice–Třebkov byl k silnici II/604 připojen i tento úsek dosavadní silnice. Po otevření další části D4 na konci roku 2024 byly dosud nesouvislé úseky II/604 propojeny i mezi Milínem a Miroticemi.
Původní státní silnice č. 4 existuje i podél většiny staršího úseku D4 od Prahy po křižovatku se silnicí I/18, zde je ale převážně vedena jako různé silnice III. třídy a jako II/604 nikdy značena nebyla. To souvisí s tím, že dnešní D4 byla v tomto úseku původně stavěna jen jako víceproudá silnice I. třídy a v některých částech vznikla přímo rozšířením původní silnice (např. u Klínce). Absence doprovodné komunikace také brání tomu, aby byl na dálnici převeden čtyřproudý úsek silnice I/4 mezi Zbraslaví a Jílovištěm.

## Vedení

### Středočeský kraj

#### Okres Příbram
- exit 41 Drásov
- Dubenec
- odbočka Bytíz
- exit 45 Háje
- odbočka Jesenice
- Buk
- odb. památník bitvy u Slivice
- exit 48 Milín
- Milín
- odbočka Vrančice
- exit 54 Těchařovice
- Chraštice
- Zalužany

### Jihočeský kraj

#### Okres Písek
- exit 63 Lety
- odb. Nerestce
- Krsice
- Čimelice
- Rakovické Chalupy
- exit 74 Mirotice
- Mirotice
- Radobytce, křížení s III/00423
- Malčice
- exit 82 Předotice , křížení s III/00424 a III/12114
- Předotice, křížení s III/12115
- Třebkov, křížení s III/12113
- (přivaděč na  )